# Alejandro María Pavía
Alejandro María de Pavía y Pedecina (Cádiz, Andalucía, 29 de marzo de 1708-ibídem, 15 de agosto de 1776) fue un sacerdote y arquitecto español.

## Biografía
Fue hijo de Juan Domingo de Pavía y de Juana Pedecina. Matriculado en la Universidad de Sevilla, al acabar sus cursos se graduó doctor en Teología. Fue Canónigo de la Catedral de Cádiz, y Rector del Seminario Conciliar de San Bartolomé de la misma ciudad, en cuyo destino falleció el 15 de agosto de 1776.
El obispo Lorenzo Armengual y de la Mota lo crio desde niño en su palacio y servidumbre. Lo hizo viajar por Italia, Francia y otros países, para que cultivase su inclinación a las Bellas Artes. Logró ser Académico de la de Nobles Artes de Madrid, y de otras sociedades artísticas y literarias.
Entre sus obras más importantes están: la Iglesia Mayor en San Fernando; y en Cádiz la iglesia y convento de las monjas Descalzas, el Hospital de Mujeres, el coro de la iglesia de Santo Domingo, las enfermerías del hospital de San Juan de Dios.
En la antesacristía del Hospital de Mujeres de Cádiz se ve un retrato de este Canónigo, ya difunto y echado, y con las vestiduras sacerdotales.